# Зигмунт Менкес
Зигмунт Йозеф Менкес (пол. Zygmunt Joseph Menkes; 6 травня 1896, Львів, Австро-Угорщина — 20 серпня 1986, Нью-Йорк, США) — польський та французький художник, скульптор. Представник Паризької школи живопису.

## Біографія
Зигмунт Менкес народився 6 травня 1896 року у Львові в єврейській сім'ї. Він був старшим з шести дітей. У 1912 році закінчив Львівську художньо-промислову школу (нині Львівський державний коледж декоративного і ужиткового мистецтва імені Івана Труша). Щоб заробити на життя, він працює маляром. Паралельно вивчає техніку фрески і працює на реставрації греко-католицької церкви. У 1918—1922 роках навчався у Краківській академії мистецтв. У 1922 році навчався в Берліні в студії Олександра Архипенка. З 1923 року жив та працював у Парижі. Влаштовується на Монпарнасі, де знімає кімнату в будинку «Hôtel Médical», який частково перетворений у готель для художників. Підтримував зв'язки з львівським мистецьким середовищем — був членом об'єднання «Нова генерація». Він виставляється в Парижі, Львові, Торонто і Нью-Йорку. У 1934 році колекціонер Поль Гійом, член журі виставки в галереї Бернхейм присуджує премію роботам Менкеса. Менкес не отримує цю премію через відсутність французького громадянства.
У 1935 році емігрував у США. Жив у Нью-Йорку. У 1942—1943 роках — президент Федерації сучасних художників і скульпторів (США).